# 火線獵殺：先進戰士
《湯姆克蘭西的火線獵殺 尖峰戰士》（通稱“火線獵殺：尖峰戰士”）是第3代火線獵殺系列PC遊戲。
湯姆·克蘭西是著名的小說家，有多個遊戲以其名「Tom Clancy's」作為開頭，這個遊戲是其中一個遊戲。此遊戲在在發布一年後的2007年有了續集《火線獵殺先進戰士2》。